# Christiaan Adolf van Sleeswijk-Holstein-Sonderburg
Christiaan Adolf van Sleeswijk-Holstein-Sonderburg-Franzhagen (Sonderburg, 3 juni 1641 - Hamburg, 11 januari 1702) was van 1653 tot aan zijn dood hertog van Sleeswijk-Holstein-Sonderburg-Franzhagen. 

## Levensloop
Christiaan Adolf was de tweede zoon van hertog Johan Christiaan van Sleeswijk-Holstein-Sonderburg-Franzhagen en diens echtgenote Anna, dochter van graaf Anton II van Oldenburg-Delmenhorst. 
In 1653 volgde hij zijn vader op als hertog van Sleeswijk-Holstein-Sonderburg-Franzhagen. Toen zijn familie in 1667 bankroet ging, kwamen alle hertogdommen in Sleeswijk-Holstein-Sonderburg rechtstreeks in het bezit van het koninkrijk Denemarken. Christiaan Adolf kreeg vanaf dan een jaarlijks salaris van de Deense koning, wat hem in staat stelde om een vorstelijk leven te leiden. Hij resideerde in het kasteel van Franzhagen.
Hij stierf in januari 1702 op 60-jarige leeftijd.

## Huwelijk en nakomelingen
Op 31 oktober of 1 november 1676 huwde hij met Eleonora Charlotte (1646-1709), dochter van hertog Frans Hendrik van Saksen-Lauenburg en gravin Maria Juliana van Nassau-Siegen. Ze kregen drie zonen:
- Leopold Christiaan (1678-1707), hertog van Sleeswijk-Holstein-Sonderburg-Franzhagen
- Lodewijk Karel (1684-1708), hertog van Sleeswijk-Holstein-Franzhagen
- Johan Frans (1685-1687)